# Belén de Umbría
Belén de Umbría là một khu tự quản thuộc tỉnh Risaralda, Colombia. Thủ phủ của khu tự quản Belén de Umbría đóng tại Belén de Umbría Khu tự quản Belén de Umbría có diện tích 178 ki lô mét vuông. Đến thời điểm ngày 28 tháng 5 năm 2005, khu tự quản Belén de Umbría có dân số 27489 người.